# Achtung Baby
 Der er for få eller ingen kildehenvisninger i denne artikel, hvilket er et problem. Du kan hjælpe ved at angive troværdige kilder til de påstande, som fremføres i artiklen.

Achtung Baby er det syvende studiealbum udgivet af den irske rockgruppe U2. Albummet og dets singler blev alle udgivet 1991 eller 1992 af pladeselskabet Island Records. På grund af den hårde kritik til deres forrige album, Rattle and Hum fra 1988, skiftede U2 den musikalske retning ud med en dyster Alternativ Rock, som førte til et skænderi om musikken. Dette skænderi stoppede dog da de improviserende indspillede sangen One, som senere blev til albummets tredje single. Albummets første single, "The Fly" blev udgivet d. 21. oktober 1991 og blev efterfulgt af Achtung Baby. Fra albummet blev der efterfølgende udgivet fire singler "Mysterious Ways", "One", "Even Better than the Real Thing" og "Who's Gonna Ride Your Wild Horses", og albummet vandt en Grammy Award i 1993 for Best Rock Performance by a Duo or Group with Vocal. Dernæst erstattede albummet, og den efterfølgende Zoo TV tour, gruppens før meget offentligt alvorlige billede, til et mere selvforklejnet og muntert et. Achtung Baby blev også udgivet som jubilæumsudgave 31. oktober i Storbritannien og den første november i Amerika.
Tidligere i år, vendte U2 tilbage til Hansa Ton Studios i Berlin, for at fortælle historien om indspilningen af Achtung Baby i en ny dokumentarfilm From the Sky Down af Academy Award-vinderen Davis Guggenheim (Waiting for 'Superman, An Inconvenient Truth; It Might Get Loud). Filmen var udvalgt til at åbne Toronto: International Filmfestival, 2011 og vil inkludere i Achtung Baby-jubilæet.

## Albummets singler

### The Fly
"The Fly" er den første single til albummet Achtung Baby af rockgruppen U2. Singlen blev udgivet 21. oktober 1991 af pladeselskabet Island Records.
| 1. | "The Fly"                                                   | 4:29 |
| 2. | "Alex Descends Into Hell for a Bottle of Milk" / "Korova 1" | 3:37 |

| 1. | "The Fly"                                                   | 4:29 |
| 2. | "Alex Descends Into Hell for a Bottle of Milk" / "Korova 1" | 3:37 |
| 3. | "The Lounge Fly Mix"                                        | 6:28 |

### Mysterious Ways
Mysterious Ways er den anden single til albummet Achtung Baby af den irske rockgruppe U2. Singlen blev udgivet 24. november 1991 af Island Records.
| 1. | "Mysterious Ways"                               | 4:04 |
| 2. | "Mysterious Ways" (Solar Plexus Magic Hour Mix) | 7:00 |

| 1. | "Mysterious Ways"                                  | 4:04 |
| 2. | "Mysterious Ways" (Solar Plexus Extended Club Mix) | 8:14 |
| 3. | "Mysterious Ways" (Apollo 440 Magic Hour)          | 4:25 |
| 4. | "Mysterious Ways" (Tabla Motown Mix)               | 4:27 |
| 5. | "Mysterious Ways" (Solar Plexus Club Mix)          | 4:09 |

| 1. | "Mysterious Ways" (The Perfecto Mik) | 7:06 |
| 2. | "Mysterious Ways" (Ultimatum Mix)    | 5:00 |

### One
One er den tredje single til albummet Achtung Baby af U2. Singlen blev udgivet Marts 1992 og ligesom alle de andre singler til Achtung Baby, blev den udgivet af pladeselskabet Island Records.
| 1. | "One"                               | U2          | 4:36 |
| 2. | "Lady with the Spinning Head (UV1)" | U2          | 3:54 |
| 3. | "Satellite of Love"                 | Lou Reed    | 4:00 |
| 4. | "Night and Day" (Steel String Mix)  | Cole Porter | 7:00 |

### Mary J. Blige & U2: One
| 1. | "One" (Radio Edit)            | Mary J. Blige & U2 | 4:03 |
| 2. | "Can't Hide from Love" (live) | Mary J. Blige      | 3:51 |

| 1. | "One" (Radio Edit)      | Mary J. Blige & U2 | 4:03 |
| 2. | "I'm Going Down" (live) | Mary J. Blige      | 3:25 |
| 3. | "My Life '05"           | Mary J. Blige      | 6:24 |

### Even Better than the Real Thing
Even Better than the Real Thing er den fjerde single til albummet Achtung Baby af U2. D. 7. marts 1992 blev singlen udgivet af pladeselskabet Island Records.
| 1. | "Even Better than the Real Thing" | 3:41 |
| 2. | "Salomé"                          | 4:32 |

| 1. | "Even Better than the Real Thing"                  | 3:41 |
| 2. | "Salomé"                                           | 4:32 |
| 3. | "Where Did It All Go Wrong?"                       | 3:57 |
| 4. | "Lady with the Spinning Head" (Extended Dance Mix) | 6:08 |

### Even Better Than the Real Thing – remixes
| 1. | "Even Better than the Real Thing" (Perfecto Mix)                   | 6:41 |
| 2. | "Even Better than the Real Thing" (Sexy Dub Mix)                   | 7:18 |
| 3. | "Even Better than the Real Thing" (Apollo 440 Stealth Sonic Mix)   | 6:42 |
| 4. | "Even Better than the Real Thing" (V16 Exit Wound Mix)             | 3:19 |
| 5. | "Even Better than the Real Thing" (Apollo 440 vs. U2 Instrumental) | 6:27 |

| 1. | "Even Better than the Real Thing" (Perfecto Mix) | 6:37 |
| 2. | "Even Better than the Real Thing" (Trance Mix)   | 6:47 |
| 3. | "Even Better than the Real Thing" (Sexy Dub Mix) | 7:14 |

### Who's Gonna Ride Your Wild Horses
Who's Gonna Ride Your Wild Horses er den femte og sidste single til albummet Achtung Baby af den irske rockgruppe U2. Singlen blev udgivet august 1992 og ligesom alle de andre singler blev den udgivet af pladeselskabet Island Records.
| 1. | "Who's Gonna Ride Your Wild Horses" (Temple Bar Edit) | 3:54 |
| 2. | "Paint It Black"                                      | 3:22 |

| 1. | "Who's Gonna Ride Your Wild Horses" (Temple Bar Edit) | 3:54 |
| 2. | "Paint It Black"                                      | 3:22 |
| 3. | "Fortunate Son"                                       | 2:39 |

| 1. | "Who's Gonna Ride Your Wild Horses" (Temple Bar Edit)  | 3:54 |
| 2. | "Paint It Black"                                       | 3:22 |
| 3. | "Fortunate Son"                                        | 2:39 |
| 4. | "Who's Gonna Ride Your Wild Horses" (Temple Bar Remix) | 4:49 |

| 1. | "Who's Gonna Ride Your Wild Horses" (Temple Bar Edit) | 3:54 |
| 2. | "Paint It Black"                                      | 3:22 |
| 3. | "Salomé" (Zooromancer Remix)                          | 8:02 |
| 4. | "Can't Help Falling in Love" (Triple Peaks Mix)       | 4:34 |

## Numre
Alt tekst skrevet af Bono, alt musik komponeret af U2.
| 1.    | "Zoo Station"                                | Daniel Lanois                                | 4:36 |
| 2.    | "Even Better Than the Real Thing"            | Steve Lillywhite, Brian Eno og Daniel Lanois | 3:41 |
| 3.    | "One"                                        | Daniel Lanois og Brian Eno                   | 4:36 |
| 4.    | "Until the End of the World"                 | Daniel Lanois og Brian Eno                   | 4:39 |
| 5.    | "Who's Gonna Ride Your Wild Horses"          | Steve Lillywhite, Brian Eno og Daniel Lanois | 5:16 |
| 6.    | "So Cruel"                                   | Daniel Lanois                                | 5:49 |
| 7.    | "The Fly"                                    | Daniel Lanois                                | 4:29 |
| 8.    | "Mysterious Ways"                            | Daniel Lanois og Brian Eno                   | 4:04 |
| 9.    | "Tryin' to Throw Your Arms Around the World" | Daniel Lanois og Brian Eno                   | 3:53 |
| 10.   | "Ultraviolet (Light My Way)"                 | Daniel Lanois og Brian Eno                   | 5:31 |
| 11.   | "Acrobat"                                    | Daniel Lanois                                | 4:30 |
| 12.   | "Love Is Blindness"                          | Daniel Lanois                                | 4:23 |
| 55:27 |                                              |                                              |      |

## Jubilæumsudgave
Dette år kom "Achtung Baby" ud som jubilæumsudgave d. 31. oktober i Storbritannien, og d. første november i Amerika. Den kom ud i fem formater:
- "Standard CD", det originale album.
- "Deluxe Edition", det originale album plus bonus CD.
- "Vinyl Box", en limited edition som indeholder "Achtung Baby"-dobbeltalbummet og to LP'er der indeholder remixes, plus en 16-siders booklet og et klistermærke.
- "Super Deluxe Edition", inkluderer seks CD'er ("Achtung Baby", follow-upalbummet "Zooropa", remixes, b-sides og en "kindergarten"-CD med alternative versioner af det originale album); fire DVD'er ("From the Sky Down"; en DVD med videoerne; bonus materiale og koncert-DVD'en "ZOO TV: Live from Sydney"); en hardback-bog på 92 sider, og seksten fotografier i en tegnebog, taget fra "Achtung Baby"-coveret.
- En limited edition navngivet "Über Deluxe Edition" er en magnetisk puslespilsflisebelagt boks, som inkluderer det samme som "Super Deluxe Edition", minus otte sider fra hardbackbogen. Der er også "Achtung Baby"-dobbeltalbummet plus fem 7" singler i deres originale cover; fire badges, et klistermærkeark, en kopi af "Propaganda-magasinet" og Bono's "The Fly"-solbriller.

## Ǎhk-to͝ong Bāy-Bi Covered
D. 25. oktober, 2011, vil der blive udgivet et kompilationsalbum af forskellige kunstnere. Albummet indeholder coverversioner af "Achtung Baby", og vil blive navngivet "Ǎhk-to͝ong Bāy-Bi Covered" eller "AHK-toong BAY-bi Covered" ("Achtung Baby Covered").

Den fulde trackliste er:
| Sang 1. "Zoo Station" 2. "Even Better Than the Real Thing" (Jascques Lu Cont Mix) 3. "One" 4. "Until the End of the World" 5. "Who's Gonna Ride Your Wild Horses" 6. "So Cruel" 7. "Mysterious Ways" 8. "Tryin' to Throw Your Arms Around the World" 9. "The Fly" 10. "Ultraviolet (Light My Way)" 11. "Acrobat" 12. "Love Is Blindness" | Komponeret af Nine Inch Nails U2 Damien Rice Patti Smith Garbage Depeche Mode Snow Patrol The Fray Gavin Friday The Killers Glasvegas Jack White |